# Hoher Kopf (Landkreis Kaiserslautern)
Der Berg Hoher Kopf ist ein Berg im Pfälzerwald.

## Geographie

### Lage
Der Berg liegt im Landkreis Kaiserslautern. Die Westflanke des Berges gehört zur Ortsgemeinde Hochspeyer und die Ostflanke zur Ortsgemeinde Frankenstein. Entlang seines Nordfußes verläuft der Hochspeyerbach und entlang seines Südfußes der Leinbach. Östlich schließt sich der Schloßberg an.

### Naturräumliche Zuordnung
1. Großregion 1. Ordnung: Schichtstufenland beiderseits des Oberrheingrabens
2. Großregion 2. Ordnung: Pfälzisch-saarländisches Schichtstufenland
3. Großregion 3. Ordnung: Pfälzerwald
4. Region 4. Ordnung (Haupteinheit): Mittlerer Pfälzerwald
5. Region 5. Ordnung: Tal-Pfälzer-Wald

## Natur und Kultur
Der Mönchhoferfels an der Südostflanke und der Maiblumenfels am Ostfuß sind als Naturdenkmale ausgewiesen. Am Sattel zum Schloßberg befinden sich außerdem die Rittersteine 159 („Drei Linden“) und 160 („Hochstraße“), die Rücken an Rücken stehen.

## Tourismus
Über den Berg verläuft der Saar-Pfalz-Weg, der mit einem weißen Balken mit einem schwarzen Punkt in der Mitte markiert ist.

## Verkehr
Entlang seines Nordfußes verläuft die Bahnstrecke Mannheim–Saarbrücken.